# Charistikariat
Charistikariat – w cesarstwie bizantyńskim forma powierzania klasztorów i ich dóbr opiece osób świeckich. Zwyczaj ten rozpowszechnił się w XI wieku. Początkowo leżał w gestii władz kościelnych. Za panowania Komnennów cesarz rozdawał majątki klasztorne jako rodzaj beneficjum, nagradzając osoby zasłużone dla państwa. Charistikariat przydzielano dożywotnio, czasem przedłużając ten przywilej na kolejną generacje. Nie wiązały się z nim żadne obowiązki (w przeciwieństwie do pronoi). Charistikariat miał swoich zwolenników i przeciwników wśród kleru bizantyńskiego. Po roku 1204 ta forma była nadawana coraz rzadziej.